# 奥村信之

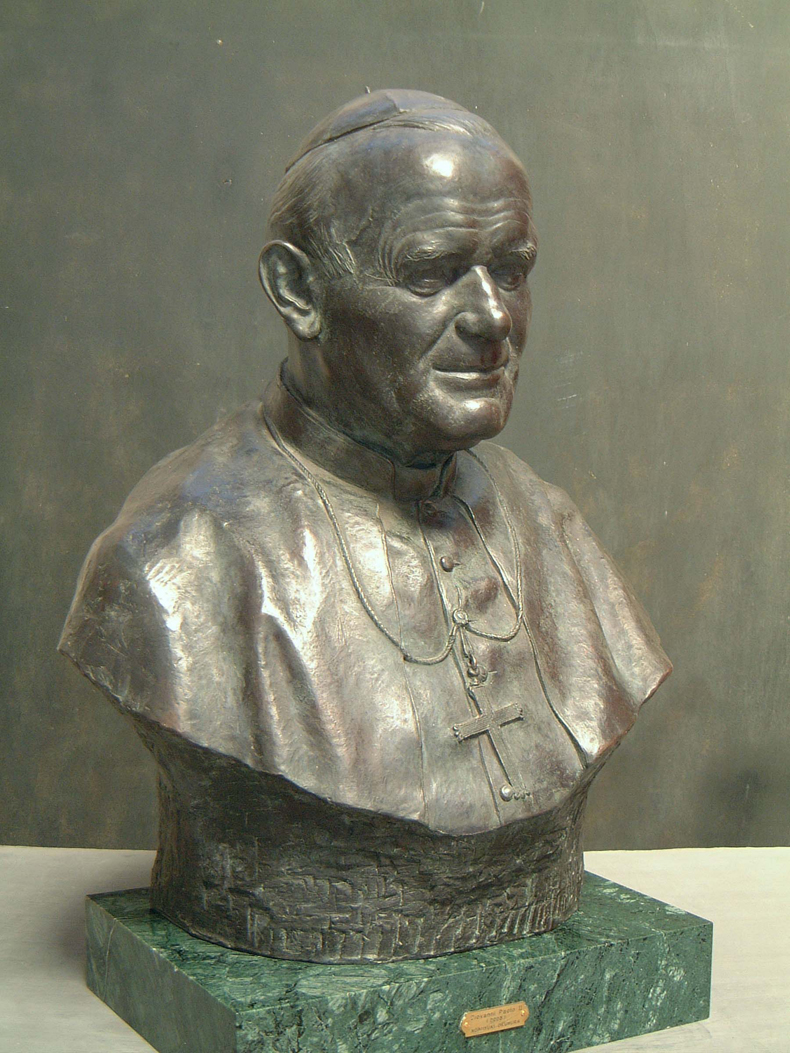
ローマ教皇ヨハネパウロ2世の胸像

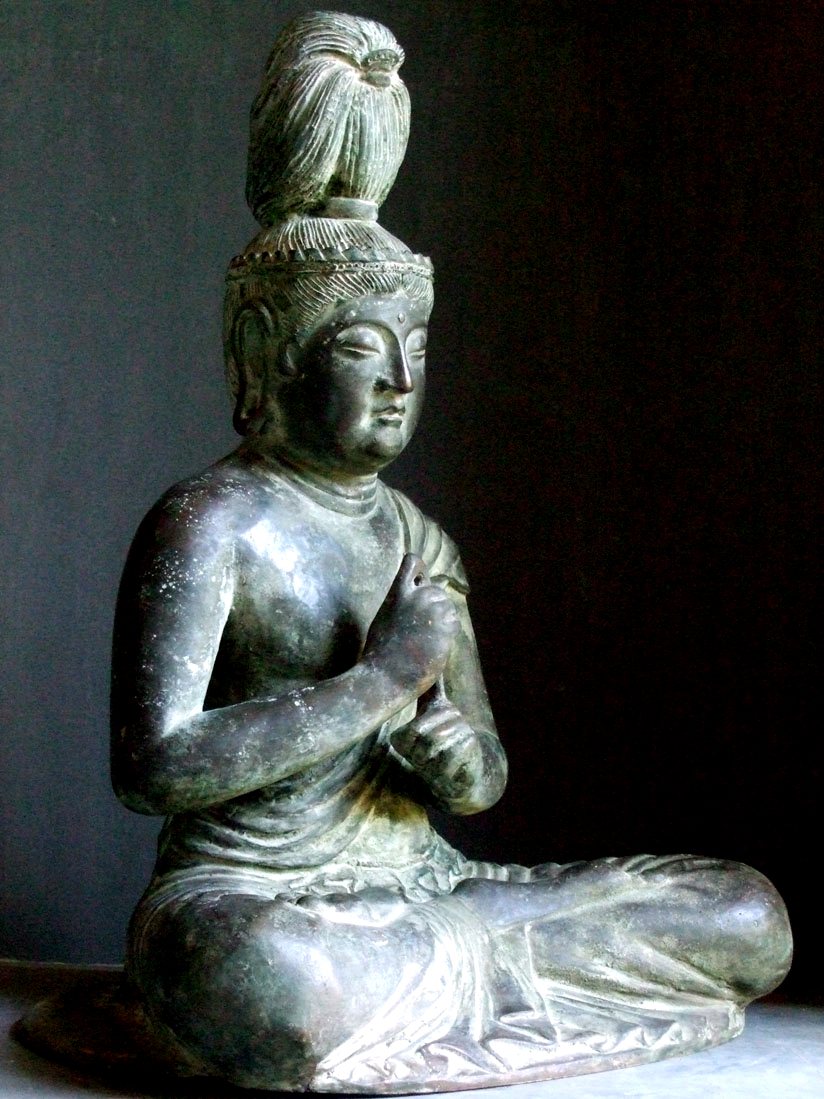
大日如来座像　2015年作

奥村 信之(おくむら のぶゆき、1953年8月6日 - ）は、イタリアを拠点に活動する日本人彫刻家。東京都生まれ。ローマ郊外ブラッチャーノ湖畔の古代人が残した洞窟跡をアトリエとして利用している。渡伊した1985年以降イタリア在住を続けながら制作活動に取り組んでいる。

## 概要
主に古代ギリシャ時代から続く「イタリア式ロウ型石膏鋳造（イタリアン・ロストワックス鋳造）によるブロンズ彫刻を制作する。グレコ・ローマン様式の伝統的・解剖学的解釈を底流とする繊細でリアルな具象彫刻が特徴。奥村は、師であるエミリオ・グレコの「ぬくもりのある血の通った作品を作れ」という言葉に従ってきたと述べ、1990年にグレコに再会して作品を見せた際には肖像を中心とする「リアリズムの分野に秀でている」と評されたという。さらに、内面の有様までも引き出している肖像づくりが普遍性の追求と供に評価されている。　
2003年にローマ教皇(ヨハネ・パウロ2世)の胸像を制作する。その後も、2006年にベネディクト16世の全身像、2017年にフランシスコの胸像制作を行う。3人の歴代ローマ教皇の彫刻を制作し、それぞれがバチカン宮殿に設置された。
実際の人物や動物のみならず、神話の登場人物や仏像等の伝承的な存在を題材とした彫刻作品も手がけ、東西の伝統的美術文化の融合を作品に覗かせている。

## 人物
作品制作とは異なる教員やその他の仕事には全く就かず、主として日本の個展での作品販売によって生計を立ててきた。彫刻制作一本に専念してきた職人的作家である。　
普通のサラリーマン家庭で育ち大学で彫刻を学ぶと供に、ローマ国立アカデミア美術学校への留学やイタリア在住の著名彫刻家（エミリオ・グレコ、ミルトン・ヒーボルト）の指導の下で研鑽に励み、自らの造型能力を培った。
人体を含む自然物への強い関心とその生命感・躍動感に対する表現意欲から具象彫刻制作にこだわった。
最適な制作環境と信じるイタリアで活動を続けているのは、東西美術の融合を作品に具現化しようと、取り組み続けている為でもある。

## 年譜
- 1953年　8月6日、東京都で生まれる。
- 1972年　東京都立日比谷高等学校卒業。
- 1973年　東京学芸大学教育学部美術科彫刻専攻入学、橋本堅太郎に師事。
- 1974年　国画会展初入選、1980年まで連続入選。
- 1975年　ローマ国立アカデミア美術学校の彫刻科入学の為、渡伊する。
- 1977年　帰国後、東京学芸大学を卒業。
- 1979年　千葉県の茅葺古民家を修復した自身のアトリエで、作品制作に取り組む[11]。
- 1985年　再渡伊し、ローマ在住の米国人彫刻家ミルトン・ヒーボルトの助手となる。
- 1988年　第2回ロダン大賞展入選（箱根彫刻の森美術館）。
- 1990年　エミリオ・グレコのアトリエに弟子入りする。
- 1993年　ローマのエミリオ・グレコの取扱い画廊「L’IPPOCASTANO」に作品が常設される[12]。
- 1996年　イタリア副大統領よりイタリア伝統彫刻継承者として推奨メッセージを受ける[13]。
- 2003年　イタリア貴族の肖像制作を手がけたことを契機にローマ教皇ヨハネ・パウロ2世の胸像を制作。教皇在位25周年記念式典の席上で謁見し、奉納する。
- 2006年　
  - ローマ教皇ベネディクト16世の立像を制作し、バチカンに奉納。
  - ヨハネ・パウロ2世の胸像が、ジャン・ロレンツォ・ベルニーニ作ウルバヌス8世の胸像とあわせてバチカン図書館のバルベリーニの間に永久設置される。
- 2017年
  - 第一回ゆくはし公募彫刻展で「思考するヒポクラテス」が大賞を受賞し、行橋市の複合文化施設(リブリオ行橋)に設置される。
  - ローマ教皇フランシスコの胸像を制作し、バチカンに奉納。バチカン図書館のバルベリーニの間に設置される。
- 2021年　行動制限下のコロナ禍においては、デッサン版画制作を手掛ける[14]。

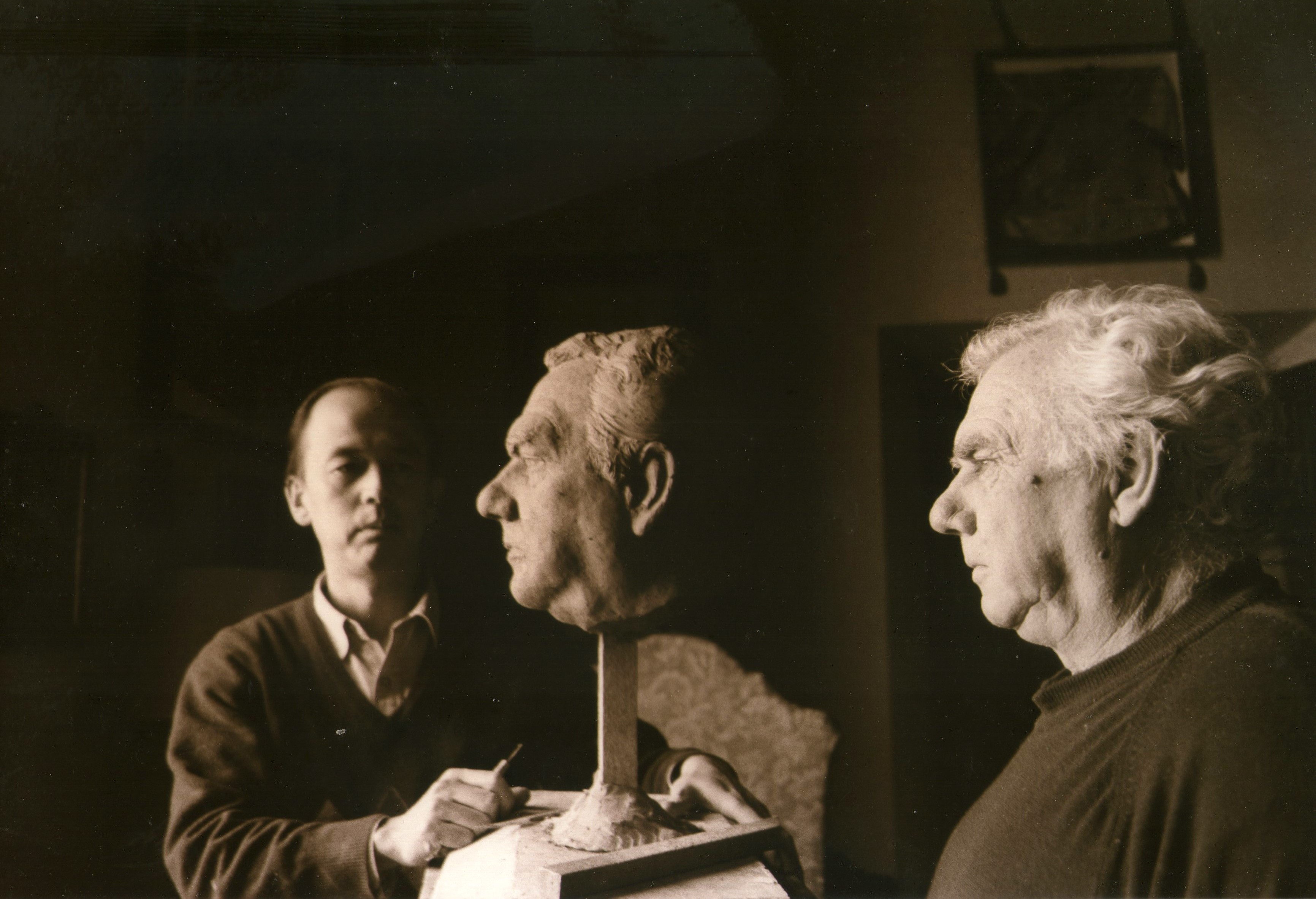
ボルゲーゼ公爵の肖像彫刻の制作風景　1998年

## 主な作品 (設置/収蔵先)
- 「アントニオ・キョッキョ 伯爵 の肖像」（1995年　ブラッチャーノのアントニオ・キョッキョ 伯爵邸）[15]
- 「ケンタウロスと女」（1997年　学校法人洗足学園）[15]
- 「パウロ・ボルゲーゼ公爵の肖像」(1998年　伊・アルテーナのボルゲーゼ宮殿)[15] [16]
- 「マルタ騎士団ローマ総長フランツ・フォン・ロボスタインの肖像」(1998年　ローマのマルタ騎士団広場修道会)[15]
- 「パメーラ婦人と娘ラーラの肖像」(1998年　ローマのボルゲーゼ宮殿)[15]
- 「マルタ騎士団総長アンドリュー・ベルティエの肖像」（1999年 ローマのマルタ騎士団本部）[15]
- 「英俳優　ジェレミー・ブレットの肖像」（1999年 個人宅）[17]
- 「坪井栄孝・日本医師会会長の胸像」（2001年　東京・日本医師会館）[15]
- 「ローマ教皇ヨハネ・パウロ2世の胸像」(2003年　バチカン図書館のバルベリーニの間)[15]
- 「ローマ教皇ベネディクト16世の立像」(2006年 バチカン教皇庁) [15][18]
- 「平成空海坐像」(2007年　千葉・成田山新勝寺)[15]
- 「ノヴェッロ・カヴァッツア氏の肖像」(2008年　ローマのボルゲーゼ宮殿)[15]
- 「魔笛」大型レリーフ(2009年　学校法人洗足学園の前田ホール)[15]
- 「犬の彫像」(2010年　伊・ラヴェンナ市立美術館)[15]
- 「オリンポス十二神・ブロンズ群像」(2016年　学校法人洗足学園)[15]
- 「ローマ教皇フランシスコの胸像」(2017年 バチカン図書館のバルベリーニの間)[15][19]
- 「思考するヒポクラテス」（2017年　行橋市のリブリオ行橋)[15]
- 「ミネルヴァ像」（2018年　学校法人洗足学園）[20]
- 「大日如来座像」（2023年　岐阜・春江美術館-旧画廊　春）[21]
- 「弁財天像」（2023年 個人宅）[22]
- 「ファブリツィオ・カヴァッツア氏の肖像」(2024年　ボルゲーゼ家) [23]